# Cantone di Allanche
Il Cantone di Allanche era una divisione amministrativa dell'arrondissement di Saint-Flour.
A seguito della riforma approvata con decreto del 13 febbraio 2014, che ha avuto attuazione dopo le elezioni dipartimentali del 2015, è stato soppresso.

## Composizione
Comprendeva i comuni di
- Allanche
- Charmensac
- Joursac
- Landeyrat
- Peyrusse
- Pradiers
- Saint-Saturnin
- Sainte-Anastasie
- Ségur-les-Villas
- Vernols
- Vèze